# Reserva de biosfera Laguna Blanca
La Reserva de Biosfera Laguna Blanca es un área natural protegida localizada entre los departamentos Belén y Antofagasta de la Sierra de la provincia de Catamarca, Argentina.
Es una gran extensión de 973 270 ha, ubicada en la subregión de la puna seca catamarqueña, en una depresión que se encuentra entre 3200 y 5500 m s. n. m. Su centro es un lago salado, rodeado de cumbres mayores a los 5000 m s. n. m. Se encuentra a 450 km de San Fernando del Valle de Catamarca. La región depende administrativamente del municipio de Villa Vil. Las localidades en el área son Laguna Blanca, Aguas Calientes, Corral Blanco y otros poblados menores.

Se estima que la población total de la región alcanza a las 600 personas, es su mayoría en núcleos pequeños de tipo rural disperso.
Laguna Blanca nació como reserva provincial en 1979 con el objetivo de resguardar a la vicuña de su inminente desaparición; años más tarde, en 1982, la reserva quedó incorporada al programa MAB, "El Hombre y la Biosfera", de la Unesco. En 1997 se creó el Museo Integral de la Reserva de Biosfera de Laguna Blanca, museo universitario dependiente de la Universidad Nacional de Catamarca) gestionado por el Instituto Interdisciplinario Puneño (InIP-UNCA) y la comunidad local. En 2004 se inauguró el Centro de Recepción e Interpretación del Museo Integral.
Actualmente la reserva se abrió al turismo activo sustentable, permitiendo la práctica de actividades ecoturísticas como avistaje de flora y fauna y safaris fotográficos. También se practica el Chaku que consiste en el encierro de las vicuñas en estado silvestre, su esquila y posterior liberación, una práctica ancestral que permite el manejo sustentable y la obtención legal de lana de vicuña para la producción de ponchos y mantas.
El clima es frío, seco y ventoso, con precipitaciones estacionales escasas, menores a 250 mm anuales.
Es una zona de abundante rocas cristalinas, incluidas algunas rocas sedimentarias con fósiles de los géneros Ostrea y Trigonia.
La reserva es una de las áreas importantes para la conservación de las aves en Argentina.

## Biodiversidad
La flora de la reserva es escasa y responde a la tipología de estepas, vegas y pedregales. Las áreas de estepa están caracterizadas por la presencia de especies de arbustos bajos de los géneros Troncosoa y Fabiana, que alternan con extensiones de pastizales de especies de Stipa, Festuca y Panicum. Las vegas, en algunos casos alteradas a salinas por efecto del desecamiento, presentan especies de los géneros Baccharis, Arenaria. Eleocharis y los llamados junquillos (Juncus arcticus), entre otras. Las áreas de pedregales (también llamadas peladares)) presentan ejemplares del género Senecio.
En la fauna abunda principalmente la vicuña, aproximadamente unas 70 000 cabezas. Otras especies que habitan la zona son la taruca o ciervo de altura (Hippocamelus antisensis) , el venado gris (Odocoileus virginianus), el cuy (Cavia porcellus), la chinchilla altiplánica (Chinchilla chinchilla), la vizcacha serrana (Lagidium viscacia), el chingue (Conepatus chinga), el quirquincho andino (Chaetophractus nationi), el puma andino (Puma concolor concolor), el zorro colorado puneño (Lycalopex culpaeus andinus) y el gato andino (Leopardus jacobitus).

Las aves incluyen especies de hábito acuático como el flamenco austral (Phoenicopterus chilensis), el flamenco de James o  parina chica (Phoenicopterus jamesi), la gallareta cornuda (Fulica cristata), el cauquén guayata (Chloephaga melanoptera), el pato crestón (Anas specularoides), el pato barcino (Anas flavirostris), la avoceta andina (Recurvirostra andina), el tero serrano (Vanellus resplendens) y la gaviota andina (Chroicocephalus serranus).

Se ha registrado la presencia de rapaces como el cóndor andino (Vultur gryphus)	y el aguilucho común (Geranoaetus polyosoma). La región alberga varias especies de pájaros cantores entre los que se encuentran la calandrita (Stigmatura budytoides), el pico de plata (Hymenops perspicillatus), el comesebo andino (Phrygilus gayi), el yal negro (Phrygilus fruticeti), la diuca común (Diuca diuca) y la monterita de collar (Poospiza torquata).